# Skalitzer Strasse
Skalitzer Strasse, tysk stavning: Skalitzer Straße, är en 2 kilometer lång öst-västlig genomfartsgata i stadsdelen Kreuzberg i Berlin. Gatan bildar fortsättning till Gitschiner Strasse i väster, övergår i Skalitzer Strasse vid Wassertorplatz, fortsätter över Kottbusser Tor och Lausitzer Platz med Emmauskirche till den östra ändpunkten vid Schlesisches Tor, där den fortsätter som Oberbaumstrasse och Oberbaumbrücke.
Längs hela gatans sträckning går tunnelbanelinjerna U1 och U3 som högbana på en viadukt i gatans mittremsa. Linjen, som invigdes 1902, är del av Tysklands äldsta tunnelbanesträcka och har tre stationer belägna vid gatan, från väst till öst: Kottbusser Tor, Görlitzer Bahnhof vid korsningen med Wiener Strasse och Manteuffelstrasse, samt Schlesisches Tor.

## Historia

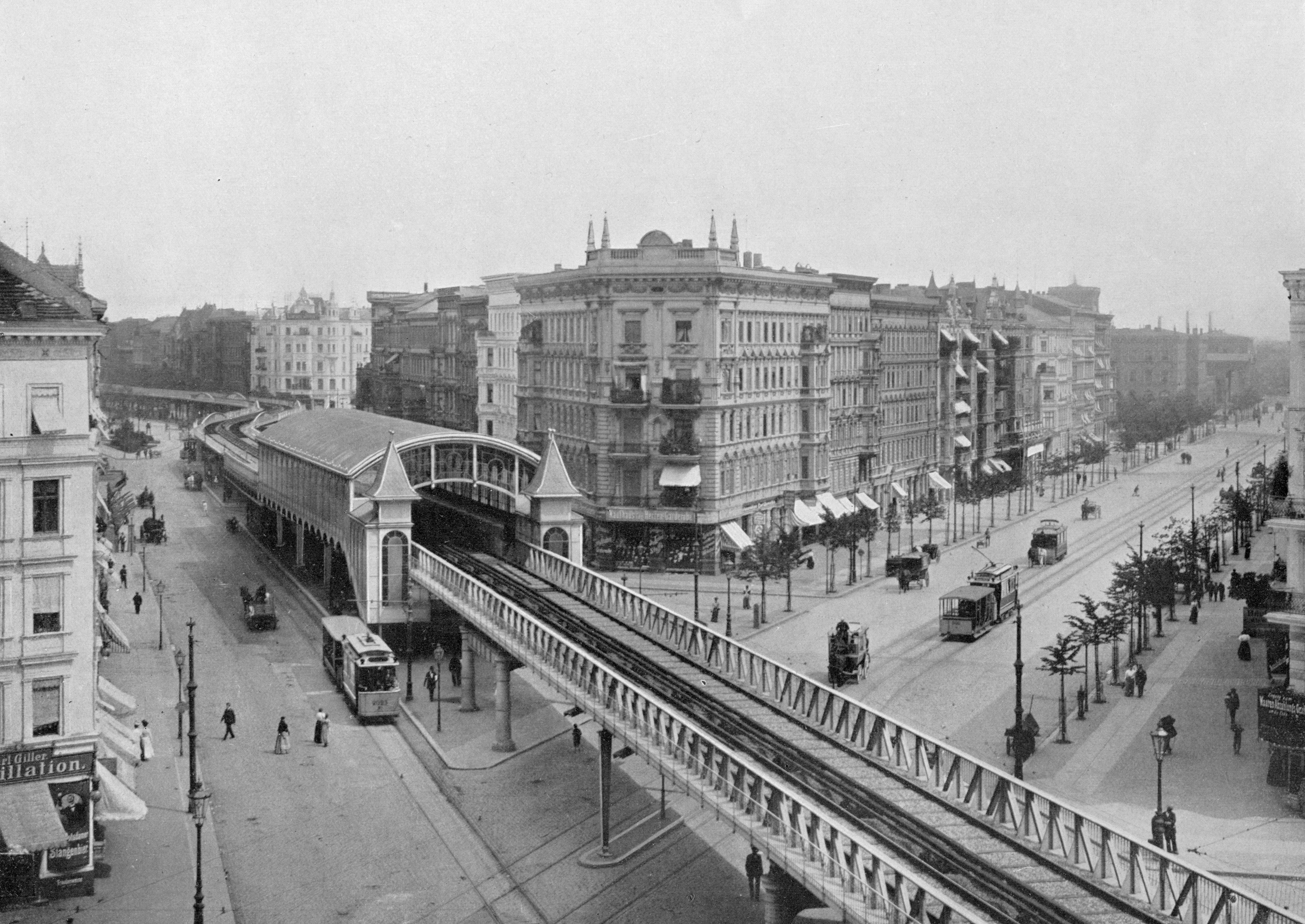
Tunnelbanestationen Görlitzer Bahnhof och högbanan längs Skalitzer Strasse 1902.

Gatan fick sitt nuvarande namn 1868, då den uppkallades efter slaget vid Skalitz 1866, i vilket en preussisk armé besegrade en österrikisk armé under Tyska enhetskriget vid nuvarande Česká Skalice i Böhmen. Dessförinnan, från 1849 till 1868, hade den västra delen av gatan kallats Kottbusser Communication och den östra Lausitzer Communication. Från 1851 till 1927 gick även den gamla ringbanan Berliner Verbindungsbahn på spår i gatan och fram till andra världskriget trafikerades gatan också av spårvagnslinjer som lades ned efter kriget.

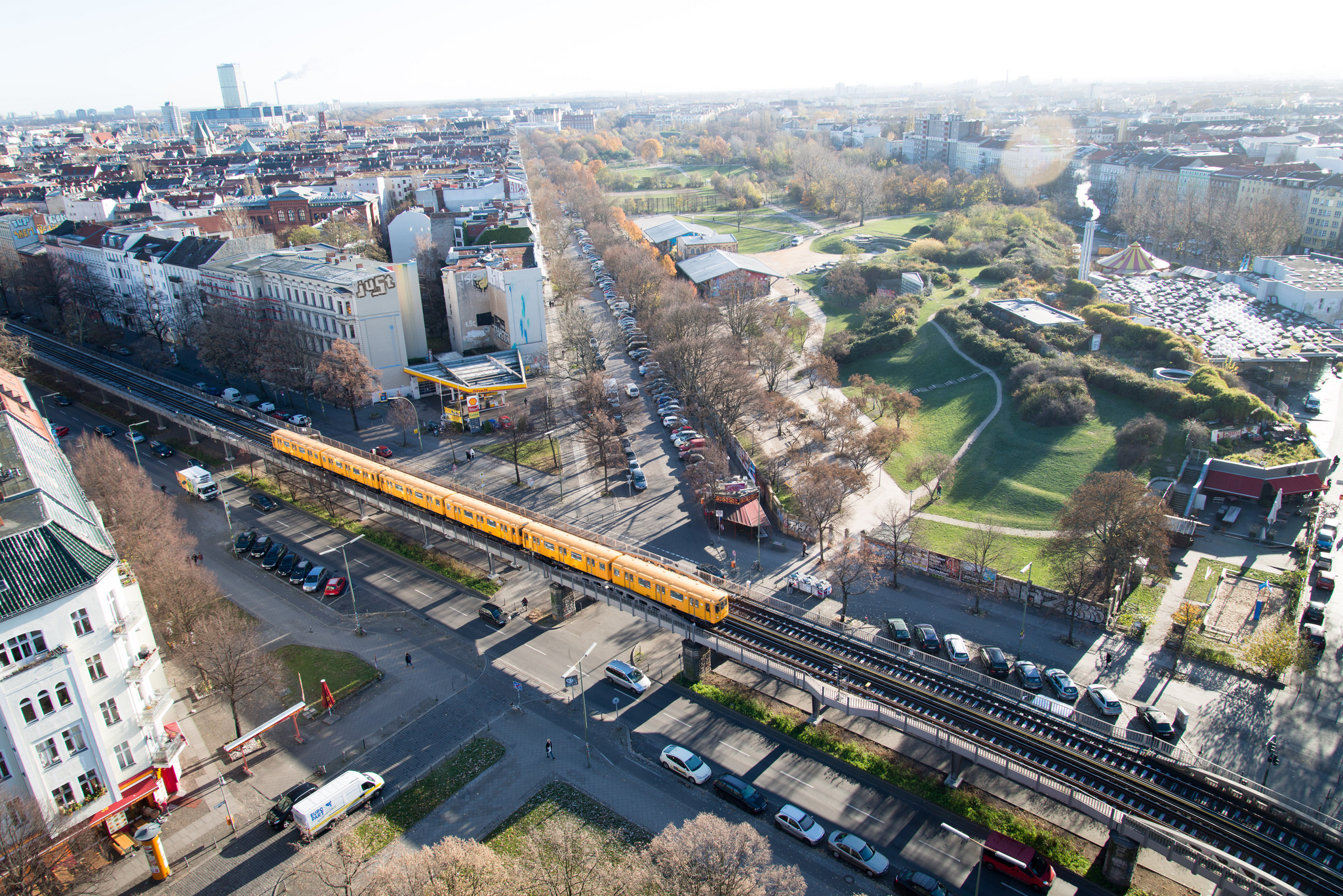
Utsikt över Skalitzer Strasse från Emmauskirches torn i riktning mot Görlitzer Park.

Efter Tysklands återförening beslutades trots lokala protester i början av 1990-talet att Oberbaumbrücke åter skulle öppnas för biltrafik, vilket fick Skalitzer Strasse, efter decennier som en avsides belägen lugn kvartersgata nära Berlinmuren, att åter bli en viktig genomfartsgata. Gatan har därefter blivit del av Innenstadtring, Berlins inre ringväg kring den historiska stadskärnan.

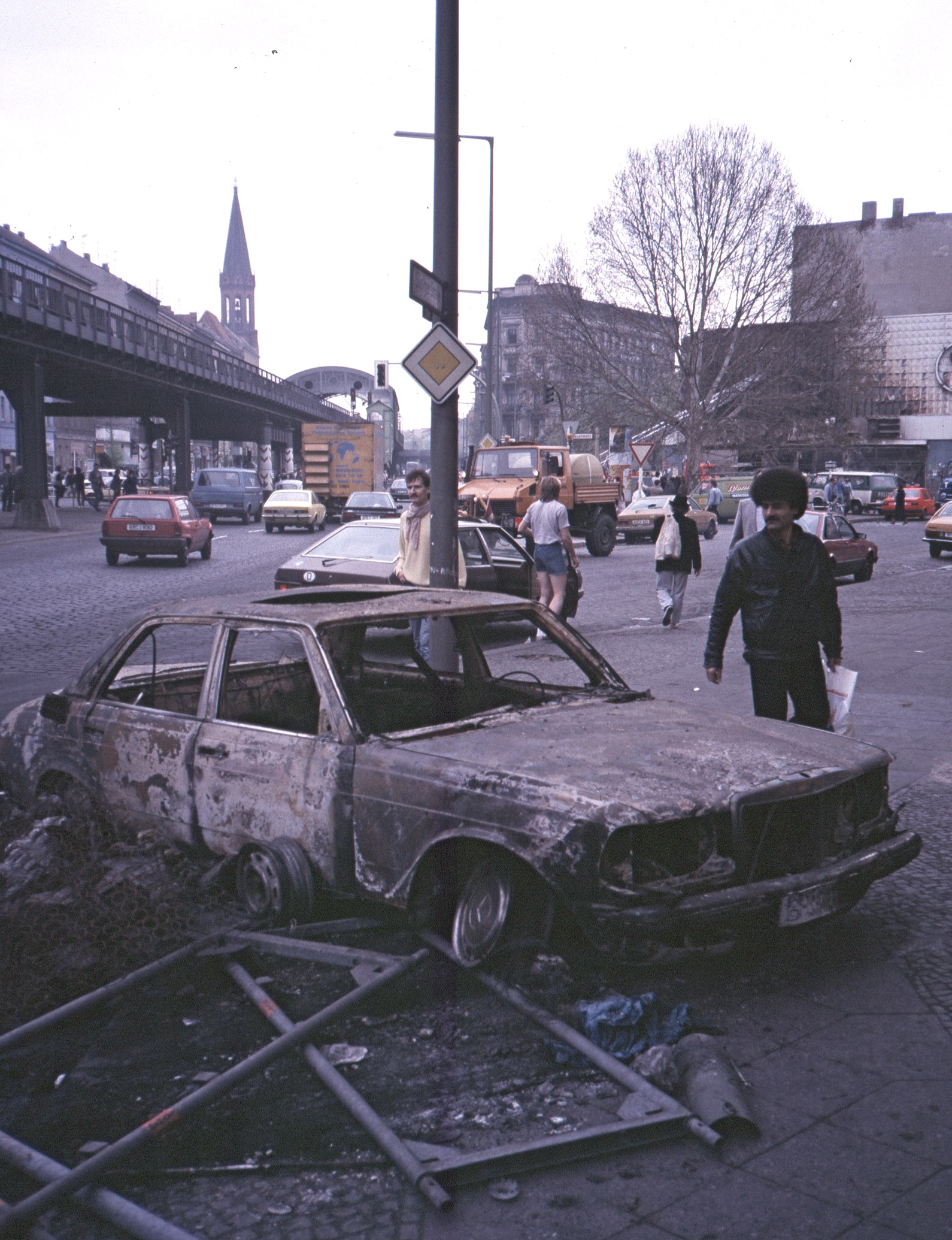
Skalitzer Strasse med den utbrända Bolle-livsmedelsbutiken dagen efter kravallerna, 2 maj 1987.

I korsningen Skalitzer Strasse/Wiener Strasse/Manteuffelstrasse låg tidigare en Bolle-livsmedelsbutik, som plundrades och brändes ned 1 maj 1987, en händelse som inledde de återkommande majkravallerna i Kreuzberg. Tomten var därefter länge obebyggd och de sista ruinerna avlägsnades först efter många år. På platsen byggdes sedermera från 2004 till 2008 det muslimska Maschari-Center med Omar-Ibn-Al-Khattab-moskén och dess fyra minareter. Moskén är uppkallad efter härföraren och kalifen Umar ibn al-Khattab.
Enligt en lokal tradition myntades namnet Bockwurst, en i Tyskland vanlig typ av korv, på en kvarterspub vid Spreewaldplatz driven av gästgivaren Richard Scholtz på 1800-talet. Vid gatan låg även den kända puben Ellis Bier-Bar.

## Kända byggnader vid gatan
- Nummer 55–56: Skolbyggnad uppförd 1886-87 efter ritningar av stadsbyggnadsrådet Hermann Blankenstein och stadsbyggnadsinspektören Karl Frobenius. Skolan placerades på en innergård för att spara utrymme i det tätbebyggda Kreuzberg, med huvudingången och ett trevåningshus med lärarbostäder mot Skalitzer Strasse. En modern om- och tillbyggnad efter ritningar av Keith Murray och Joachim Schmidt gjordes 1987–1989 som en del av Internationale Bauausstellung 1987.[1]
- Nummer 85–86: Postkontor SO 36, uppfört i expressionistisk stil 1925–1927 efter ritningar av Jacob och Nissle. På platsen låg tidigare det 3:e gardesregementets exercisplats. Detta är en av få byggnader som uppfördes under mellankrigstiden i Luisenstadt. Medan exteriören fortfarande är bevarad i relativt oförändrat skick, har byggnaden invändigt till följd av krigsskador och ombyggnationer idag få kvarvarande inredningsdetaljer.[2]